# Стокгольмский фестиваль старинной музыки
Стокгольмский фестиваль старинной музыки (англ. Stockholm Early Music Festival) — музыкальный фестиваль, посвящённый музыке от периода античности до эпохи барокко, ежегодно проводящийся в июне в шведской столице Стокгольме под покровительством королевы Сильвии.
Фестиваль впервые прошёл в 2002 году и с тех пор превратился в крупнейшее в Скандинавии и одно из важнейших в мире мероприятий в области старинной музыки. В нём в разные годы принимали участие музыканты и музыкальные коллективы из Швеции, Дании, Норвегии, Финляндии, Великобритании, Нидерландов, Австрии, Франции, Италии, Белоруссии и Турции. Продолжительность фестиваля обычно составляет несколько дней и не превышает недели. Концерты фестиваля проводятся в здании Королевской академии музыки, а также в лютеранских церквях стокгольмского старого города. Художественный руководитель фестиваля композитор, музыковед и вокалист Петер Понтвик.